# Стецовка (Чигиринский район)
Стецо́вка (укр. Стецівка) — село в Чигиринском районе Черкасской области Украины. Находится на реке Чутка.
Население по переписи 2023 года составляло 1034 человек. Почтовый индекс — 20914. Телефонный код — 4730.

## Местный совет
20914, Черкаська обл., Чигиринський р-н, с. Стецівка (укр.)